# Bugatti F1
Bugatti F1 – francuski zespół i konstruktor Formuły 1, uczestnik Grand Prix Francji 1956. Kierowcą Automobiles Bugatti był Maurice Trintignant. W 1995 roku miały miejsce niemające pokrycia w rzeczywistości plotki o powrocie Bugatti do Formuły 1.

## Historia
Francuski producent samochodów osobowych i wyścigowych, Bugatti, po II wojnie światowej wybudował niewiele samochodów. Po śmierci założyciela firmy, Ettore Bugattiego, firmą zarządzał jego młodszy syn Roland oraz inżynier Pierre Marco. Chcieli oni zbudować nowy samochód i opracowali projekt uczestnictwa w Formule 1 i innych seriach wyścigowych. Finanse pochodziły z kontraktów wojskowych.
Do zaprojektowania nowego samochodu został zatrudniony Gioacchino Colombo, który wcześniej był odpowiedzialny między innymi za projekt Alfy Romeo 158 "Alfetty". Samochód został ukończony w 1955 roku. Projekt Bugatti Type 251 (znanego także jako Bugatti 251 lub Bugatti T251) był zaawansowany i niekonwencjonalny, zawierając dwuipółlitrowy silnik R8 zamontowany poprzecznie przed osią tylną (pierwszy taki francuski projekt). Jednostka ta teoretycznie rozwijała 275 KM przy 9500 rpm, jednak rzeczywista wydajność była znacznie niższa. Nietypowy był wał korbowy, poskręcany na różnych płaszczyznach, przez co balans czy kolejność zapłonu mogły być zmieniane w zależności od charakterystyki toru wyścigowego. Na układ jezdny składały się między innymi masywna przednia oś i zawieszenie de Dion. Zupełnie nowym elementem, niespotykanym wcześniej w samochodach Bugatti, były hamulce tarczowe.
Na kierowcę wybrano Maurice'a Trintignanta, który przyszedł z Vanwalla. Kierowca ten został zgłoszony do Grand Prix Francji. Francuz zakwalifikował się na trzeciej od końca, 18. pozycji. Z wyścigu odpadł na 19. okrążeniu po uszkodzeniu pedału gazu.
Bugatti nigdy więcej nie wzięło udziału w Formule 1. Wskutek zakończenia I wojny indochińskiej Bugatti przestało czerpać wpływy z kontraktów wojskowych i z powodu braku funduszy plany uruchomienia "pełnowymiarowego zespołu" i startu w 24h Le Mans zniknęły. Dwa wyprodukowane modele Type 251 stały się własnością Fritza i Hansa Schlumpfów i znajdują się w Musée National de l'Automobile w Miluzie.
W 1995 roku pojawiła się plotka, że kanadyjski milioner Robert Wachtel chce przywrócić markę Bugatti nie tylko poprzez wykupienie jej od ówczesnego właściciela Romano Artiolego, ale także poprzez wprowadzenie Bugatti z powrotem do Formuły 1. Nigdy jednak taka sytuacja nie miała miejsca.

## Wyniki w Formule 1
| Legenda oznaczeń w tabelach wyników Wyświetl szablon na nowej stronie | Legenda oznaczeń w tabelach wyników Wyświetl szablon na nowej stronie                                                                     |
| Oznaczenie                                                            | Wyjaśnienie |
| --------------------------------------------------------------------- | --- |
| Złoty                                                                 | Zwycięzca lub mistrzostwo |
| Srebrny                                                               | 2. miejsce lub wicemistrzostwo |
| Brązowy                                                               | 3. miejsce lub II wicemistrzostwo |
| Zielony                                                               | Ukończył, punktował (w klasyfikacji generalnej, gdy zdobył co najmniej jeden punkt na przestrzeni sezonu, poza trzema powyższymi opcjami) |
| Niebieski                                                             | Ukończył, nie punktował (w klasyfikacji generalnej, gdy nie zdobył co najmniej jednego punktu na przestrzeni sezonu)                      |
| Czerwony                                                              | Nie zakwalifikował się (NZ) |
| Czerwony                                                              | Nie prekwalifikował się (NPK) |
| Różowy                                                                | Nie ukończył (NU) |
| Różowy                                                                | Niesklasyfikowany (NS) (w klasyfikacji generalnej, gdy nie został sklasyfikowany w żadnym wyścigu sezonu)                                 |
| Czarny                                                                | Zdyskwalifikowany (DK) |
| Czarny                                                                | Wykluczony (WYK/EX) |
| Biały                                                                 | Nie wystartował (NW) |
| Biały                                                                 | Kontuzjowany (K/INJ) |
| Biały                                                                 | Wyścig odwołany (OD/C) |
| Bez koloru                                                            | Został wycofany (WYC/WD) |
| Bez koloru                                                            | Nie przybył (NP/DNA) |
| Bez koloru                                                            | Nie brał udziału w treningach (NT/DNP) |
| Bez koloru                                                            | Nie został zgłoszony (–) |
| Pogrubienie                                                           | Start z pole position |
| Kursywa                                                               | Najszybsze okrążenie wyścigu |
| †                                                                     | Nie ukończył, ale jego rezultat został zaliczony ze względu na przejechanie więcej niż 90% dystansu wyścigu.                              |
| *                                                                     | Sezon w trakcie |
| 1/2/3                                                                 | Punktowana pozycja w sprincie kwalifikacyjnym                                                                                             |
| Lista systemów punktacji Formuły 1                                    | |

| Sezon | Samochód         | Silnik     | Opony | Kierowca            | 1   | 2   | 3   | 4   | 5   | 6   | 7   | 8   | Pkt. | Msc. |
| ----- | ---------------- | ---------- | ----- | ------------------- | --- | --- | --- | --- | --- | --- | --- | --- | ---- | ---- |
| 1956  | Bugatti Type 251 | Bugatti R8 | E     |                     | ARG | MCO | 500 | BEL | FRA | GBR | DEU | ITA | 0    | –*   |
| 1956  | Bugatti Type 251 | Bugatti R8 | E     | Maurice Trintignant |     |     |     |     | NU  |     |     |     | 0    | –*   |

* Przed 1958 rokiem nie przyznawano punktów w klasyfikacji konstruktorów.